# لو پونسونت
لو پونسونت (به فرانسوی: Le Poinçonnet) یک کمون در فرانسه است که در اندر واقع شده‌است. لو پونسونت ۴۵ کیلومتر مربع مساحت و ۵٬۸۰۸ نفر جمعیت دارد و ۱۵۹ متر بالاتر از سطح دریا واقع شده‌است.